# Deux amis pour un amour
Singles de Johnny Hallyday
Jésus Christ
(1970) Essayez
(1970)
Deux amis pour un amour est une chanson de Johnny Hallyday, sortie en 1970 (en single et sur l'album Vie).

## Développement et composition
La chanson a été écrite par Roger Dumas et Jean-Jacques Debout et produite par Lee Hallyday.

## Liste des pistes
Single 7" / 45 tours Philips 6009 089 (1970, France etc.)
A. Deux amis pour un amour (3:33)
B. Rendez-moi le soleil (3:10),

## Réception
Le titre se classe n°1 des ventes en France durant une semaine fin octobre et s’écoule à plus de 250 000 exemplaires.

### Classements hebdomadaires
| Classement (1970) | Meilleure position |
| ----------------- | ------------------ |
| France            | 1                  |